# Salvia sciaphila
Salvia sciaphila là một loài thực vật có hoa trong họ Hoa môi. Loài này được (J.R.I.Wood & Harley) Fern.Alonso mô tả khoa học đầu tiên năm 2003.